# Dendrerpetonidae
Dendrerpetonidae (лат.) — семейство вымерших земноводных из клады Eutemnospondyli отряда темноспондильных (Temnospondyli). Известны из отложений каменноугольного периода.

## Систематика
Название семейства Dendrerpetontidae, данное Антонином Фричем в 1885 году, скорректировано  Робертом Кэрроллом в 1967 году согласно правилам МКЗН до Dendrerpetonidae.
По данным сайта Fossilworks, на май 2017 года в семейство включают 2 вымерших рода:
- Род Dendrerpeton Owen, 1853 [syn. Erpetocephalus Huxley, 1867] (4 вида)
- Род Dendrysekos Steen, 1934 (1 вид)

Ещё 2 рода, ранее входившие в семейство, были перенесены:
Род Balanerpeton Milner et Sequeira, 1994 — в кладу Eutemnospondyli, т. е. стал сестринским таксоном семейства Dendrerpetonidae.
Род Eugyrinus Watson, 1921 — в кладу Dvinosauria, также входящую в Eutemnospondyli.